# Championnat du Danemark de football 1999-2000
Navigation
Saison précédente Saison suivante
La saison 1999-2000 du Championnat du Danemark de football était la 87e édition du championnat de première division au Danemark. Les 12 meilleurs clubs du pays se retrouvent au sein d'une poule unique, la Superligaen, où ils s'affrontent trois fois, à domicile et à l'extérieur. À l'issue du championnat, les deux derniers du classement sont relégués et remplacés par les deux meilleurs clubs de 1.division.
C'est le Herfølge BK qui remporte la compétition en terminant en tête de la poule. C'est le tout premier titre de champion du Danemark de l'histoire du club.

## Les 12 clubs participants
| - FC Copenhague - Herfølge BK - AGF Aarhus - Viborg FF - Silkeborg IF - Esbjerg fB - Promu de 1.division | - Akademisk Boldklub - OB Odense - Promu de 1.division - Lyngby BK - Brondby IF - AaB Aalborg - Vejle BK |

## Compétition

### Classement
Le barème utilisé pour établir le classement est le suivant :
- Victoire : 3 points
- Match nul : 1 point
- Défaite : 0 point

| Rang | Équipe             | Pts | J  | G  | N  | P  | Bp | Bc | Diff |
| ---- | ------------------ | --- | -- | -- | -- | -- | -- | -- | ---- |
| 1    | Herfølge BK        | 56  | 33 | 16 | 8  | 9  | 52 | 49 | +3   |
| 2    | Brøndby IF         | 54  | 33 | 15 | 9  | 9  | 56 | 37 | +19  |
| 3    | Akademisk Boldklub | 52  | 33 | 14 | 10 | 9  | 52 | 35 | +17  |
| 4    | Viborg FF (C)      | 52  | 33 | 15 | 7  | 11 | 56 | 50 | +6   |
| 5    | AaB Aalborg (T)    | 49  | 33 | 12 | 13 | 8  | 57 | 40 | +17  |
| 6    | Silkeborg IF       | 49  | 33 | 13 | 10 | 10 | 49 | 33 | +16  |
| 7    | Lyngby BK          | 47  | 33 | 14 | 5  | 14 | 51 | 55 | -4   |
| 8    | FC Copenhague      | 44  | 33 | 12 | 8  | 13 | 44 | 37 | +7   |
| 9    | OB Odense (P)      | 43  | 33 | 11 | 10 | 12 | 42 | 44 | -2   |
| 10   | AGF Aarhus         | 36  | 33 | 9  | 9  | 15 | 36 | 55 | -19  |
| 11   | Vejle BK           | 32  | 33 | 7  | 11 | 15 | 38 | 68 | -30  |
| 12   | Esbjerg fB (P)     | 28  | 33 | 8  | 4  | 21 | 40 | 70 | -30  |

|  | Qualification pour la Ligue des clubs champions 2000-2001                                      |
|  | Qualification pour la Coupe UEFA 2000-2001                                                     |
|  | Qualification pour la Coupe Intertoto 2000                                                     |
|  | Relégation en 1.division                                                                       |
|  | (T) : Tenant du titre (C) : Vainqueur de la Coupe du Danemark (P) : Promu de deuxième division |

## Bilan de la saison
| Championnat du Danemark de football 1999-2000 |                         |
| Champion                                      | Herfølge BK (1er titre) |
| Coupes et trophées                            |                         |
| Vainqueur de la Coupe du Danemark 1999-2000   | Viborg FF               |
| Qualifications continentales                  |                         |
| Ligue des clubs champions 2000-2001           | Herfølge BK             |
| Ligue des clubs champions 2000-2001           | Brøndby IF              |
| Coupe UEFA 2000-2001                          | Akademisk Boldklub      |
| Coupe UEFA 2000-2001                          | Viborg FF               |
| Coupe Intertoto 2000                          | AaB Aalborg             |
| Coupe Intertoto 2000                          | Silkeborg IF            |
| Promotions et relégations                     |                         |
| Promus en Superligaen                         | FC Midtjylland          |
| Promus en Superligaen                         | Haderslev FK            |
| Relégués en 1.division                        | Vejle BK                |
| Relégués en 1.division                        | Esbjerg fB              |